# قشلاق صوفي محمود (مقاطعة بيله سوار)
قشلاق صوفي محمود (بالفارسية: قشلاق صوفی محمود) هي منطقة سكنية تقع في إيران في أردبيل.